# Wiaczesław Klimienko
Wiaczesław Pietrowicz Klimienko (ros. Вячеслав Петрович Клименко, ur. 29 czerwca 1960) – radziecki zapaśnik walczący w stylu klasycznym. Brązowy medalista mistrzostw Europy w 1989. Wicemistrz Europy juniorów w 1980. Drugi w Pucharze Świata w 1985 i 1989. Wicemistrz ZSRR w 1983, 1985, 1986 i 1989; trzeci w 1984 roku.